# Vasilij Andreevič Dolgorukov
Principe Vasilij Andreevič Dolgorukov, (in russo: Василий Андреевич Долгоруков) (Mosca, 7 marzo 1804 – San Pietroburgo, 17 gennaio 1868), è stato un generale russo.

## Biografia
Era il figlio di Andrej Nikolaevič Dolgorukov (1772-1834), e di sua moglie, Elizaveta Nikolaevna Saltykova (1777-1855). Suo padre era un nipote del feldmaresciallo Vasilij Vladimirovič Dolgorukov mentre la madre era la nipote di Jakov Petrovič Šachovskij. Ricevette un'ottima educazione privata.

## Carriera
Nel 1821 intraprese la carriera militare come cadetto nel reggimento di cavalleria e, due anni dopo, raggiunse il grado di cornetta.
Durante la rivolta decabrista, il 14 dicembre 1825, era di guardia all'interno del Palazzo d'Inverno e richiamò l'attenzione dell'imperatore Nicola I. Il 5 settembre 1830, venne promosso al grado di capitano del reggimento di Cavalleria e nominato aiutante di campo.
Tra il 1838 e il 1841 accompagnò lo zarevic Aleksandr Nikolaevič in un viaggio per l'Europa e la Russia. Il 22 settembre 1842 fu promosso a maggior generale e, nel 1845, a generale.
Nel 1848 fu nominato vice ministro della guerra e l'anno successivo divenne membro del consiglio militare. Partecipò alla guerra di Crimea. Il 17 aprile 1856 venne nominato membro del consiglio di Stato e, tre mesi più tardi, capo della polizia.
Il 10 aprile 1866 venne nominato capo ciambellano.

## Matrimonio
Nel 1828 sposò la contessa Ol'ga Karlovna de Saint-Prix (1807-16 settembre 1853), figlia del conte Armand-Charles-Emmanuel de Saint-Prix e della principessa Sof'ja Alekseevna Golicyna. Ebbero quattro figli:
- Nikolaj Vasil'evič (31 dicembre 1829-3 gennaio 1830);
- Vasilij Vasil'evič (16 gennaio 1833-25 gennaio 1833);
- Aleksandr Vasil'evič (11 maggio 1839-26 agosto 1876), sposò Marija Sergeevna Dolgorukova, figlia del principe Sergej Alekseevič Dolgorukov, ebbero un figlio: Vasilij Aleksandrovič;
- Aleksej Vasil'evič (17 febbraio 1842-6 dicembre 1849).

## Morte
Morì il 17 gennaio 1868 a San Pietroburgo.